# Psalm 72

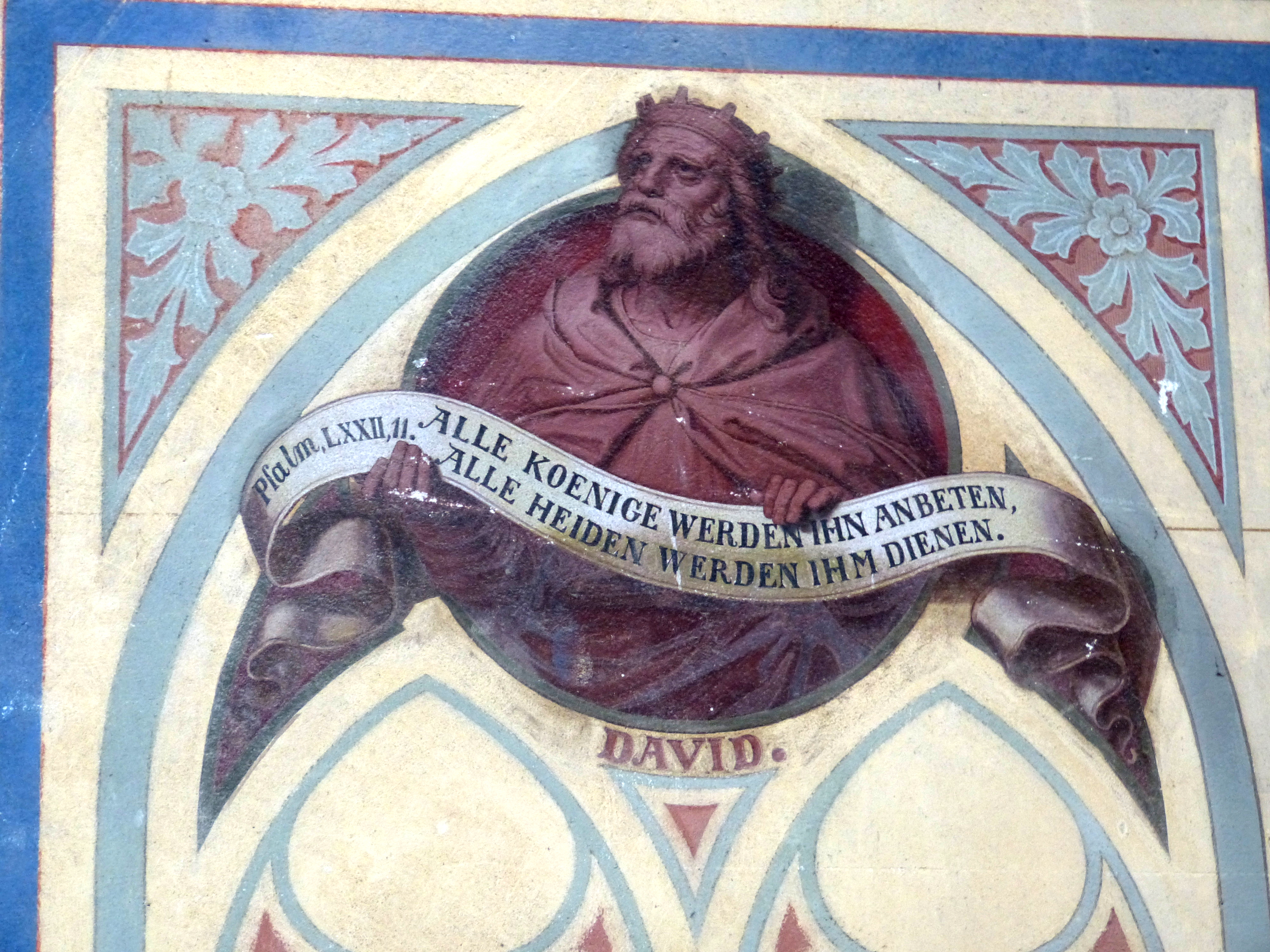
V. 11. Fresko Marienkirche Barth, Vorpommern

Der 72. Psalm ist ein biblischer Psalm Salomos. Er stellt den letzten Psalm im zweiten Buch des Psalters dar.
Die letzten drei Verse gehören eigentlich nicht mehr zu Psalm 72, sondern stellen Schlussworte zum zweiten Buch des Psalters dar, welches die Psalmen 42 bis 72 umfasst. Vers 20 war wohl ursprünglich der Abschluss einer Sammlung von Davidpsalmen.

## Inhalt
Der Psalm wurde ursprünglich wahrscheinlich bei der Krönung der Könige von Juda, eventuell auch beim jährlichen Erinnerungsfest daran, vorgetragen. Der Psalm bringt zum Ausdruck, was das Volk von seinem König erwartet, auch wenn diese Erwartung nicht immer erfüllt wird. Dementsprechend kann er auch als indirekte Bitte an Gott verstanden werden, den eigentlichen König, nämlich den Messias, zu schicken, damit dieser das Gericht gerecht führt. Der Psalm bittet darum, dass der König den Armen und Rechtlosen Recht schafft (z. B. Vers 4 und 12 f.). Vers 14 drückt aus, dass der gerechte König das Leben seiner Untertanen nicht unnötig aufs Spiel setzt („ihr Blut ist wertgeachtet vor ihm.“). In den Versen 5 bis 11 wird dem König ewiges Leben und Herrschaft über die gesamte Welt gewünscht (die Verse 8 bis 10 umschreiben die gesamte damals bekannte Welt). Damit wird eine Erwartung ausgesprochen, die nach christlichem Verständnis durch Jesus Christus erfüllt ist. Die Verse 10 und 11 spielten in der christlichen Tradition bei der Deutung der Weisen aus dem Morgenland, von denen der Evangelist Matthäus im 2. Kapitel berichtet, als Könige eine Rolle.
Das geschilderte Bild dieses Königs ist nicht aus Wunschträumen gebildet, sondern stellt Erwartungen und Hoffnungen dar, welche das Gottesvolk der Welt vorleben soll. Diese werden darum ganz besonders vom obersten Repräsentanten dieses Volkes erwartet.

## Rezeption
Die lateinische Wendung a mari usque ad mare (deutsch: „von Meer zu Meer“) – abgeleitet von Psalm 72,8 – ist das nationale Motto Kanadas.